# Amathus
Amathus var en antik stad på Cyperns södra kust, omkring 8 kilometer öster om Limassol.
Synliga rester av stadsmuren, hamnen och kristna basilikor finns ännu kvar. Amathus styrdes av kungar fram till omkring 300 f. Kr. och var ännu under bysantinsk tid betydande. I Amathus dyrkades särskilt Afrodite.

## Utgrävningar i Amathus
Den svenska Cypernexpeditionen utförde utgrävningar i Amathus från april till maj 1930. De grävde ut en nekropol som sträckte sig runt stadens akropol. Amathus är en känd plats som besöktes redan under 1700- och 1800-talen av resenärer och arkeologer. Tidigare arkeologer, som general Luigi Palma Di Cesnola, den första amerikanske konsuln på Cypern, grävde ut nekropolens stora gravar belägna till norr och väst om akropolen. Eftersom han inte publicerade några planer eller ritningar illustrerade John Lindros två av gravarna från de gamla utgrävningarna som fortfarande var möjliga att besöka. Nekropolen hade delvis grävts ut av den engelska expeditionen till Cypern 1893–94 och publicerats i Excavations in Cyprus, London 1900. Den Svenska Cypernexpeditionen grävde ut cirka 25 gravar.

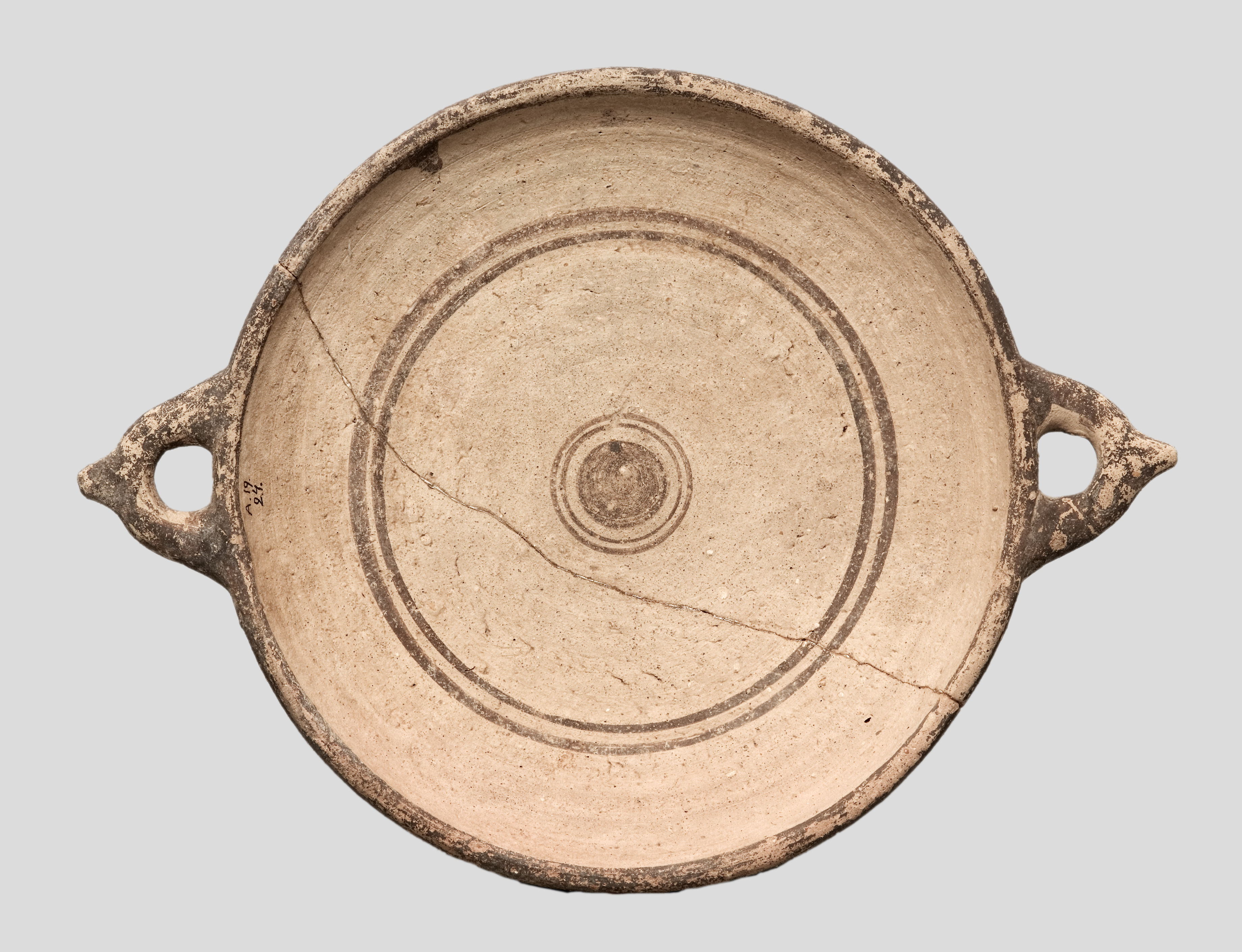
Bichrome III tallrik. Från grav 19 ca. 1050–850 f.Kr. Amathus.Detta föremål finns utställt på Medelhavsmuseet.

Gravarna från Amathus är schaktgravar med tillhörande dromos vilket är ganska sällsynt på Cypern. Variationer av schaktgravarna förekommer, mest på grund av de olika utrymmes- och ekonomiförhållandena samt svårigheterna med att hugga i berget. Arkeologen identifierade sex olika stilar. Det är formen på dromos som skiljer sig mest mellan de olika stilarna. Gravarna 1 och 2 skiljer sig från de andra när det gäller konstruktion och kvalitet och kan ha skapats för mer välbeställda människor, möjligtvis kungligheter. Grav 3 påminner mer om andra gravarna från Cypern eftersom det är en kammargrav. Grav nr. 26 hade en stor tumulus, alltså en gravhög, och kan ha varit inspirerad av andra hellenistiska tumuli. Den innehöll en pithos innehållande en alabastron och ett kremerat skelett. Runt alabastronens kant placerades en krans av förgyllda myrtenblad. Arkeologerna menade att detta kan vara kvarlevorna från en en ptolemaisk tjänsteman som dog i Amathus och sedan begravdes enligt utländsk gravsed.

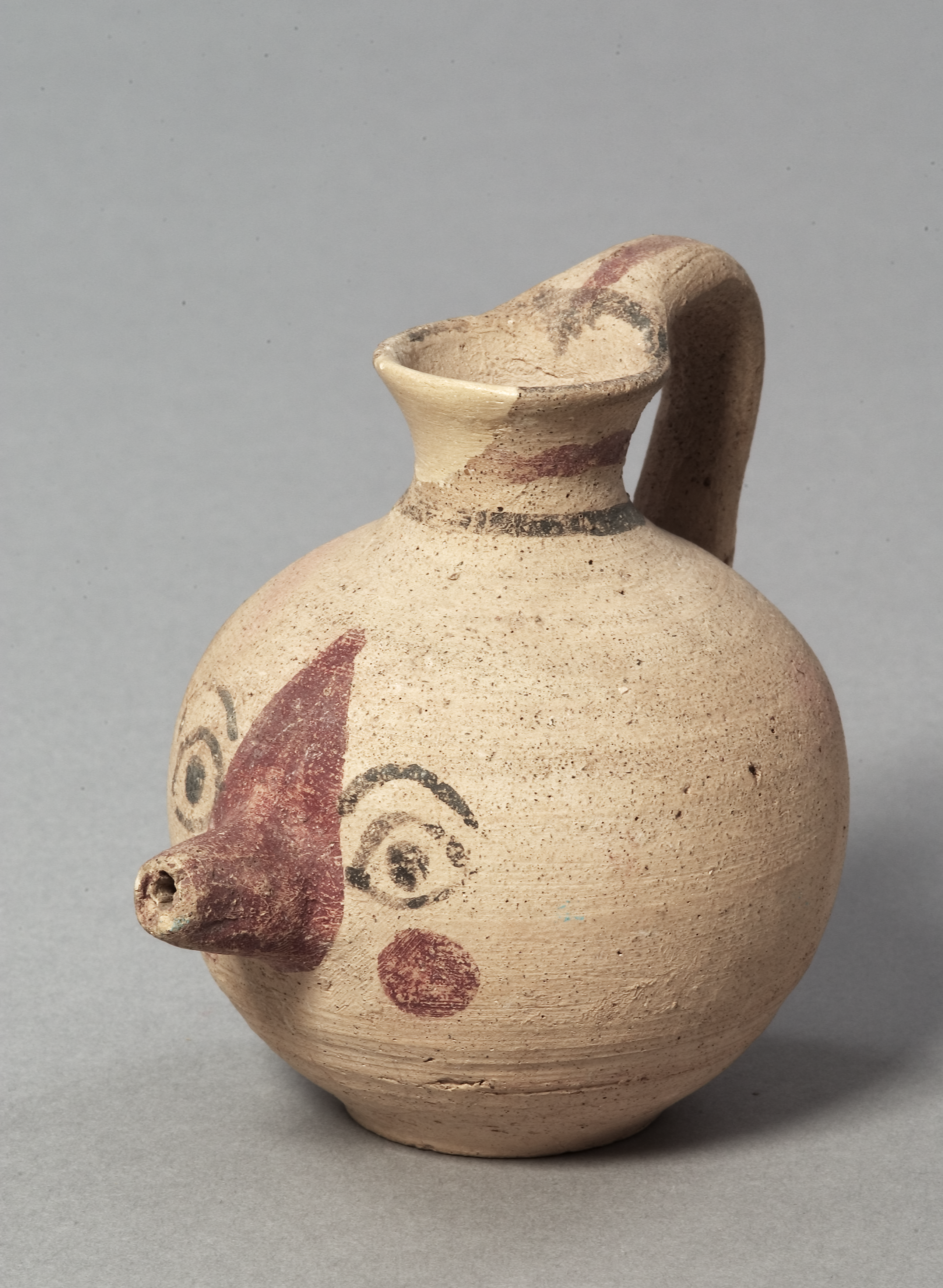
Antagligen en nappflaska hittad i grav 9, från ca. 600–475 f.Kr. Amathus. Föremålet finns utställd på Medelhavsmuseet.

Inuti grav 2, Amathus.

I de övriga gravarna användes samma gravsed för det mesta. Många gravar återanvändes flera gånger, i vilket fall begravningsgåvorna trycktes in i hörnet av graven. Senare, under den hellenistiska och romerska perioden, användes Amathus återigen för begravning. Dessa begravningar kom inte i kontakt med de tidigare gravarna eftersom de vanligtvis låg i de övre lagren. Gravarna dateras från den cypro-geometriska I perioden till romersk tid.